# Dominic Angerame
Dominic Angerame (Nueva York, 1949) es un director de cine experimental estadounidense y profesor de estudios de cinematografía.

## Biografía
Angerame vive y trabaja en San Francisco. En su tarea como docente es profesor de cinematografía en la Universidad de California, Berkeley y en el San Francisco Art Institute y ha trabajado como profesor asociado en diferentes centros estadounidenses como la Universidad de Stanford y la Escuela del Art Institute de Chicago.
Desde 1980 ocupa el cargo de director ejecutivo de la organización Canyon Cinema. Como realizador destacan más de treinta y cinco películas que se han proyectado y ganado premios en festivales de cine de todo el mundo. Dos series "Cine Probe" del Museo de Arte Moderno de Nueva York (MoMa) le fueron dedicadas en 1993 y 1998; en 2016 organizó para el Museo de Arte Moderno de San Francisco una exposición sobre el cine de vanguardia estadounidense en California desde 1939.
Sus obras cinematográficas se centran en el entorno de la ciudad que se halla en constante cambio y el ciclo humano de destrucción y construcción. Vistos como un conjunto, sus películas evocan una imagen de San Francisco de finales de la era industrial. Mientras la ciudad se prepara para la revolución digital del siglo XXI, varios monumentos industriales parecen resistirse a su inminente toma por parte de la postmodernidad. Angerame filma sus paisajes urbanos como fauna y flora de hormigón, excavadoras, bulldozers, cableados, alquitrán y asfalto. Sus películas son calificadas como «sinfonías de ambientes oscuros, efluvios de escombros industriales inspirados en el ciberpunk».